# Chvalovice (Znojmói járás)
Chvalovice település Csehországban, a Znojmói járásban. Chvalovice Nový Šaldorf-Sedlešovice, Znojmo, Dyjákovičky, Havraníky, Šatov és Vrbovec településekkel határos. Lakosainak száma 688 fő (2024. január 1.).

## Népesség
A település lakosságának változását az alábbi diagram mutatja:
| Lakosok száma | 692  | 759  | 690  | 493  | 377  | 417  | 646  | 652  | 675  | 688  |
|               | 1869 | 1890 | 1921 | 1950 | 1980 | 2001 | 2017 | 2019 | 2022 | 2024 |